# O najświętsza i najsłodsza Dziewico Maryjo

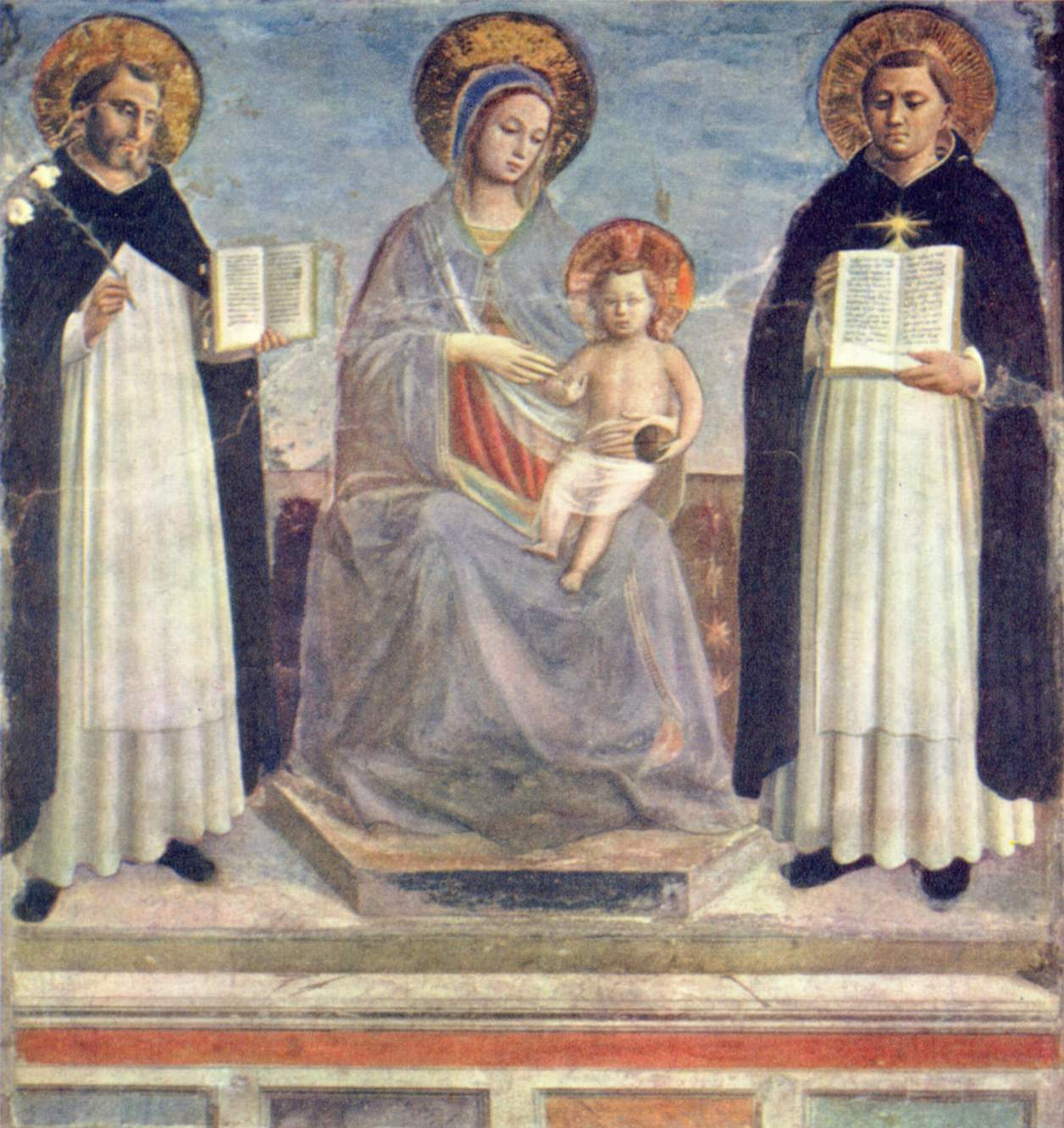
Madonna z Dzieciątkiem, świętym Dominikiem i świętym Tomaszem z Akwinu

O Beatissima (O najświętsza i najsłodsza Dziewico Maryjo) – modlitwa w Kościele katolickim, skierowana do Najświętszej Maryi Panny. Modlitwa ta często przypisywana jest Św. Tomaszowi z Akwinu żyjącemu w XIII w., choć coraz częściej uznaje się, że autor pozostaje nieznany. W modlitwie tej autor ze wzruszeniem, pokorą i dziecięcą świeżością uczucia prosi o czystość serca i myśli, o ubóstwo i pokój, o cierpliwość i miłość ku Chrystusowi.

## Wersja łacińska
O beatissima et dulcissima Virgo Maria, mater Dei, omni pietate plenissima, summi Regis filia, Domina Angelorum, mater omnium Creatoris: in sinum pietatis tuae commendo, hodie et omnibus diebus vitae meae, corpus meum et animam meam, omnesque actus meos, cogitationes, operationes, omnemque vitam, finemque meam: ut per tua suffragia disponantur in bonum, secundum voluntatem dilecti Filii tui, Domini nostri Iesu Christi: ut sis mihi, o Domina mea sanctissima, adiutrix et consolatrix contra insidias et laqueos hostis antiqui, et omnium inimicorum meorum. Adilecto Filio tuo, Domino nostro Iesu Christo, mihi impetrare digneris gratiam, cum qua potenter resistere valeam tentationibus mundi, carnis, et daemonis; ac semper habere firmum propositum ulterius non peccandi, sed in tuo, et dilecti Filii tui servitio perseverandi. Deprecor te etiam, Domina mea sanctissima, ut impetres mihi veram obedientiam et veram cordis humilitatem, ut veraciter me agnoscam miserum ac fragilem peccatorem, et impotentem non solum ad faciendum quodcumque opus bonum, sed etiam ad resistendum continuis impugnationibus, sine gratia et adiutorio Creatoris mei et sanctis precibus tuis. Impetra mihi etiam, o Domina mea dulcissima, perpetuam mentis et corporis castitatem; ut puro corde et casto corpore, dilecto Filio tuo et tibi in tuo Ordine valeam deservire. Obtine mihi ab eo voluntariam paupertatem, cum patientia et mentis tranquillitate; ut labores eiusdem Ordinis valeam sustinere, et pro salute propria et proximorum valeam laborare. Impetra mihi etiam, o Domina dulcissima, charitatem veram: qua sacratissimum Filium tuum, Dominum nostrum Iesum Christum, toto corde diligam; et te, post ipsum, super omnia; et proximum in Deo et propter Deum. Sicque de bono eius gaudeam, de malo doleam, nullumque contemnam neque temerarie judicem, neque in corde meo me alicui praeponam. Fac etiam, o Regina coeli, ut dulcissimi Filii tui timorem pariter et amorem semper in corde meo habeam; et de tantis beneficiis mihi, non meis meritis, sed ipsius benignitate collatis, semper gratias agam; ac de peccatis meis puram et sinceram confessionem, et veram poenitentiam faciam, ut suam consequi merear misericordiam et gratiam. Oro etiam, ut in fine vitae meae, tu, Mater unica, coeli porta et peccatorum advocate, me indignum servum tuum a sancta fide catholica deviare non permittas; sed tua magna pietate et misericordia mihi succurras, et a malis spiritibus me defendas; ac, benedicti Filii tui gloriosa pasione, etiam tua propria intercesione, spe accepta, veniam de peccatis meis ab eo mihi impetres; atque me in tua et eius dilectione morientem in viam salvationis et salutis dirigas. Amen.

## Tłumaczenie[3]
O najświętsza i najsłodsza Dziewico Maryjo, Matko Boga, wszelkiej łaski najpełniejsza, córko Króla Najwyższego, Pani aniołów, matko Stwórcy wszechrzeczy: wnętrzu dobroci Twojej polecam dzisiaj i po wszystkie dni życia mojego ciało moje i duszę moją, i wszystkie czyny moje, myśli, pożądania, życzenia, powiedzenia i poczynania, i życie całe, i konanie moje: aby za twoim wspomożeniem wszystko ku dobremu zmierzało zgodnie z wolą Syna Twego najdroższego, Jezusa Chrystusa, Pana naszego. Bądź mi, o Pani moja najświętsza, wspomożeniem i pocieszeniem przeciw zasadzkom i sidłom wroga odwiecznego i wszystkich nieprzyjaciół moich. Racz mi wyjednać u ukochanego Syna Twego, Pana naszego, Jezusa Chrystusa, łaskę z której pomocą potężniej bym się opierał pokusom ciała, świata i szatana i miał zawsze mocne postanowienie grzechów unikania i na Twojej i ukochanego Syna Twego służbie wytrwania. Proszę Cię także, o Pani moja najświętsza, abyś mi wyjednała prawdziwe posłuszeństwo i prawdziwą pokorę serca, abym się w prawdzie uznał nędznym i ułomnym grzesznikiem, niezdolnym nie tylko do zdziałania jakiegoś dzieła dobrego, ale także do opierania się ustawicznym przeciwnościom, bez łaski i pomocy Stwórcy mojego i Twoich modłów świętych. Uproś mi także, o Pani moja najsłodsza, stałą niewinność myśli i serca, iżbym umiał czystym sercem i niewinnym ciałem służyć ukochanemu Synowi Twemu i Tobie w Twoim zakonie. Wyjednaj mi u Niego ubóstwo dobrowolne wraz z cierpliwością i pokojem myśli, iżbym mógł podejmować trudy tegoż zakonu i pracować dla swego i bliźnich zbawienia. Uproś mi jeszcze, o Pani najsłodsza, miłość prawdziwą, którą bym Syna Twego najświętszego, Pana naszego Jezusa Chrystusa z całego serca umiłował i Ciebie po Nim ponad wszystko, a bliźniego w Bogu i dla Boga; a także bym bliźniego weselem się radował, nad jego cierpieniem bolał i nikim nie pogardzał, ani też zuchwale nie sądził i w sercu moim ponad nikogo się nie wynosił. Spraw także, o Królowo nieba, abym najsłodszego Syna Twego bojaźń i miłość zawsze po równo w sercu mym nosił i za tak wiele dobrodziejstwa, nie dla moich zasług, ale z Jego dobroci udzielonych, zawsze czynił dzięki: a także abym grzechy me wyznał prawdziwie i szczerze i prawdziwą za nie czynił pokutę, iżbym na jego zasłużył miłosierdzie i łaskę. Proszę także abyś do końca życia mojego, Ty Matko Jedyna, Bramo niebieska i grzeszników obrono, mnie niegodnemu słudze twemu, odstąpić od świętej wiary katolickiej nie dozwoliła, ale przez Twe miłowanie wielkie i miłosierdzie wspomagała i od złych duchów broniła; uproś mi także przez chwalebną mękę Syna Twego błogosławionego, a także przez swe własne wstawiennictwo odpuszczenie grzechów moich i umierającego w Twojej i Jego miłości prowadź po drodze odkupienia i zbawienia. Amen.